# 해커스페이스

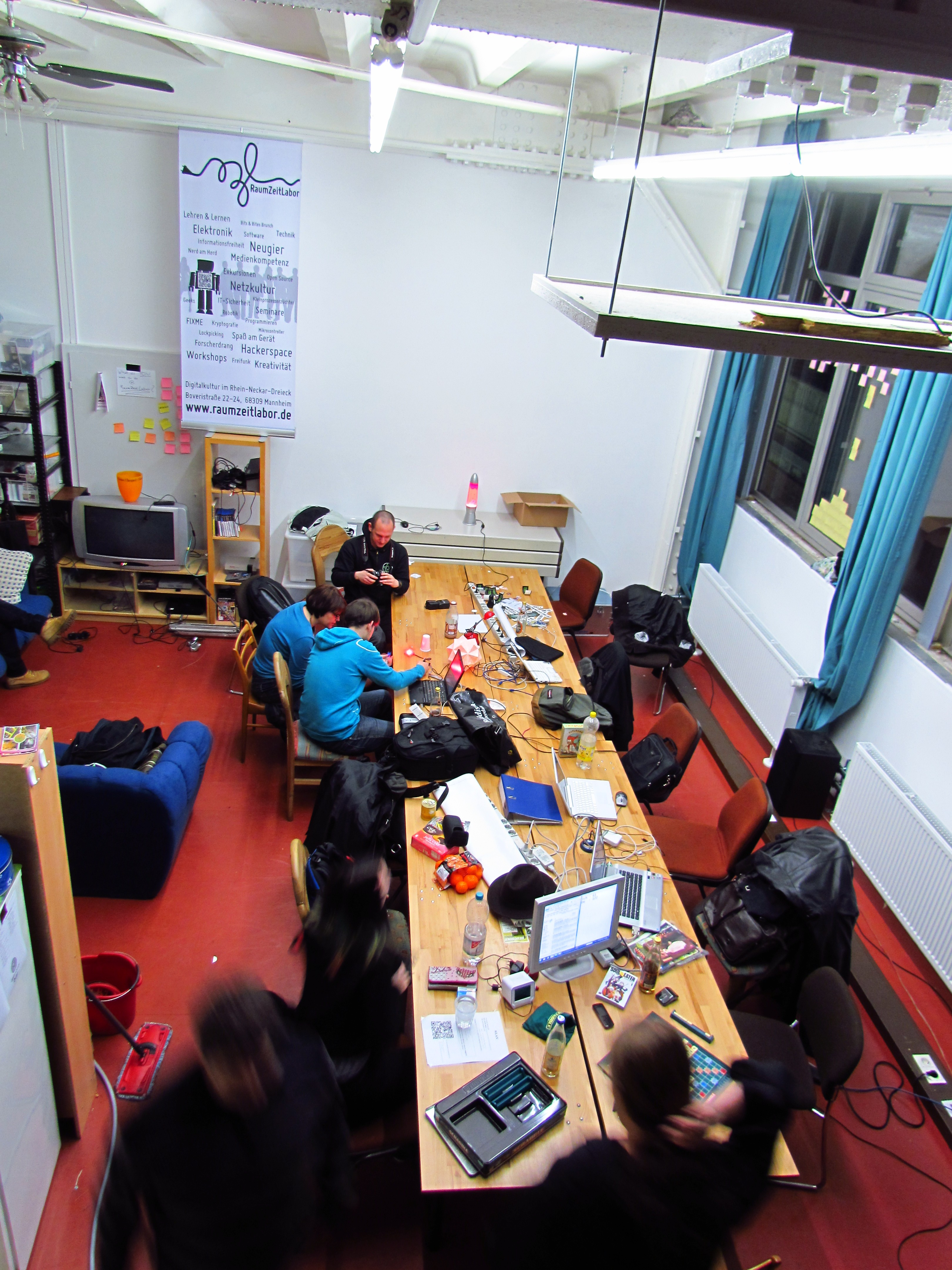
독일의 해커스페이스(RaumZeitLabor)

해커스페이스(hackerspace), 핵랩(hacklab), 핵스페이스(hackspace), 메이커스페이스(makerspace)는 커뮤니티에 의해 운영되는 작업 공간으로, 컴퓨터, 기계가공, 테크놀로지, 과학, 디지털 아트, 전자예술 등 공통의 관심사를 가진 사람들이 만나고 사회화하고 협업하는 공간이다. 해커스페이스는 팹 랩(Fab Lab), 영리를 추구하는 기업 등 비슷한 목적과 구조를 갖춘, 커뮤니티에 의해 운영되는 다른 공간과 비교된다. 디지털 대장간으로도 불린다.

## 역사
누구든지 가입할 수 있는 해커스페이스는 독일의 카오스 컴퓨터 클럽(CCC)의 영향권 아래 1990년대 독일에서 일반화되었다.